# 2. ŽNL Vukovarsko-srijemska NS Županja 2013./14.
Iako je bilo planirano da se prvenstvo odigra trokružno, zbog poplava koje su u svibnju 2014. godine pogodile područje NS Županje, prvenstvo je završeno 3 kola prije kraja, te je NK RAŠK Rajevo Selo proglašen prvakom.

## Tablica
| Mj. | Klub                         | Sus. | Pobj. | Nerj. | Por. | GR.   | Bod. |
| --- | ---------------------------- | ---- | ----- | ----- | ---- | ----- | ---- |
| 1.  | NK RAŠK Rajevo Selo          | 14   | 12    | 1     | 1    | 39:10 | 37   |
| 2.  | NK Posavac Posavski Podgajci | 14   | 8     | 3     | 3    | 35:23 | 27   |
| 3.  | NK Srijemac Strošinci        | 15   | 4     | 7     | 4    | 32:33 | 19   |
| 4.  | NK Borac Drenovci            | 15   | 6     | 1     | 8    | 29:38 | 19   |
| 5.  | NK Sloga Štitar              | 14   | 4     | 3     | 7    | 22:28 | 15   |
| 6.  | NK Sloga Račinovci           | 15   | 3     | 4     | 8    | 22:34 | 13   |
| 7.  | NK Županja 77                | 15   | 3     | 3     | 9    | 23:36 | 12   |

## Rezultati
| NK Borac Drenovci - NK Županja 77 5:1 NK Sloga Račinovci - NK Srijemac Strošinci 1:1 NK RAŠK Rajevo Selo - NK Sloga Štitar 2:1 NK Posavac Posavski Podgajci slobodan | NK RAŠK Rajevo Selo - NK Sloga Račinovci 4:1 NK Srijemac Strošinci - NK Borac Drenovci 3:4 NK Županja 77 - NK Posavac Posavski Podgajci 1:1 NK Sloga Štitar slobodan | NK Borac Drenovci - NK RAŠK Rajevo Selo 1:5 NK Posavac Posavski Podgajci - NK Srijemac Strošinci 0:0 NK Sloga Račinovci - NK Sloga Štitar 1:1 NK Županja 77 slobodan |
| NK RAŠK Rajevo Selo - NK Posavac Posavski Podgajci 4:0 NK Sloga Račinovci - NK Borac Drenovci 6:1 NK Sloga Štitar - NK Županja 77 2:0 NK Srijemac Strošinci slobodan | NK Posavac Posavski Podgajci - NK Sloga Račinovci 3:2 NK Županja 77 - NK Srijemac Strošinci 2:2 NK Sloga Štitar - NK Borac Drenovci 3:1 NK RAŠK Rajevo Selo slobodan | NK RAŠK Rajevo Selo - NK Županja 77 4:1 NK Borac Drenovci - NK Posavac Posavski Podgajci 2:1 NK Sloga Štitar - NK Srijemac Strošinci 3:3 NK Sloga Račinovci slobodan |
| NK Srijemac Strošinci - NK RAŠK Rajevo Selo 2:5 NK Županja 77 - NK Sloga Račinovci 3:1 NK Posavac Posavski Podgajci - NK Sloga Štitar 4:2 NK Borac Drenovci slobodan | NK Županja 77 - NK Borac Drenovci 2:0 NK Srijemac Strošinci - NK Sloga Račinovci 3:0 NK Sloga Štitar - NK RAŠK Rajevo Selo 2:1 NK Posavac Posavski Podgajci slobodan | NK Sloga Račinovci - NK RAŠK Rajevo Selo 1:2 NK Borac Drenovci - NK Srijemac Strošinci 3:3 NK Posavac Posavski Podgajci - NK Županja 77 6:2 NK Sloga Štitar slobodan |
| NK RAŠK Rajevo Selo - NK Borac Drenovci 2:0 NK Srijemac Strošinci - NK Posavac Posavski Podgajci 2:5 NK Sloga Štitar - NK Sloga Račinovci 1:1 NK Županja 77 slobodan | NK Posavac Posavski Podgajci - NK RAŠK Rajevo Selo 1:1 NK Borac Drenovci - NK Sloga Račinovci 3:0 NK Županja 77 - NK Sloga Štitar 4:1 NK Srijemac Strošinci slobodan | NK Sloga Račinovci - NK Posavac Posavski Podgajci 0:2 NK Srijemac Strošinci - NK Županja 77 3:1 NK Borac Drenovci - NK Sloga Štitar 3:1 NK RAŠK Rajevo Selo slobodan |
| NK Županja 77 - NK RAŠK Rajevo Selo 0:1 NK Posavac Posavski Podgajci - NK Borac Drenovci 5:1 NK Srijemac Strošinci - NK Sloga Štitar 3:1 NK Sloga Račinovci slobodan | NK RAŠK Rajevo Selo - NK Srijemac Strošinci 2:0 NK Sloga Račinovci - NK Županja 77 3:2 NK Sloga Štitar - NK Posavac Posavski Podgajci 2:3 NK Borac Drenovci slobodan | NK Srijemac Strošinci - NK Sloga Štitar 2:1 NK Borac Drenovci - NK Županja 77 4:2 NK Posavac Posavski Podgajci - NK Sloga Račinovci 4:0 NK RAŠK Rajevo Selo slobodan |
| NK RAŠK Rajevo Selo - NK Posavac Posavski Podgajci 4:0 NK Sloga Račinovci - NK Borac Drenovci 2:1 NK Županja 77 - NK Srijemac Strošinci 2:2 NK Sloga Štitar slobodan | NK Borac Drenovci - NK RAŠK Rajevo Selo 0:2 NK Srijemac Strošinci - NK Sloga Račinovci 3:3 NK Sloga Štitar - NK Županja 77 1:0 NK Posavac Posavski Podgajci slobodan | NK RAŠK Rajevo Selo - NK Srijemac Strošinci : NK Posavac Posavski Podgajci - NK Borac Drenovci : NK Sloga Račinovci - NK Sloga Štitar : NK Županja 77 slobodan       |
| NK Sloga Štitar - NK RAŠK Rajevo Selo : NK Srijemac Strošinci - NK Posavac Posavski Podgajci : NK Županja 77 - NK Sloga Račinovci : NK Borac Drenovci slobodan       | NK RAŠK Rajevo Selo - NK Županja 77 : NK Posavac Posavski Podgajci - NK Sloga Štitar : NK Borac Drenovci - NK Srijemac Strošinci : NK Sloga Račinovci slobodan       | NK Sloga Račinovci - NK RAŠK Rajevo Selo : NK Županja 77 - NK Posavac Posavski Podgajci : NK Sloga Štitar - NK Borac Drenovci : NK Srijemac Strošinci slobodan       |

## Vanjske poveznice
- Zupanijski Nogometni Savez Vukovarsko-srijemske županije  Arhivirana inačica izvorne stranice od 1. studenoga 2015. (Wayback Machine)